# Клиншов, Александр Семёнович
Алекса́ндр Семёнович Клиншо́в (латыш. Aleksandrs Kļinšovs; 11 февраля 1948, Москва, РСФСР, СССР  — 5 ноября 2019, Рига, Латвия) — советский хоккеист, игравший на позиции нападающего и латвийский тренер. Мастер спорта СССР.

## Биография
Воспитанник детско-юношеской хоккейной школы московского «Спартака» В высшей лиге провёл два сезона (1964/65—1965/66), однако на лёд практически не выходил (по одной игре в каждом сезоне). Перед началом сезона 1968/69 по приглашению Виктора Тихонова перешёл в рижское «Динамо». Вместе с командой прошёл путь от второй лиги до высшего дивизиона. Отыграл в «Динамо» 9 сезонов. 
После завершения игровой карьеры работал тренером в рижском «Латвияс Берзс» (1978—1982), в таллинском «Таллэксе» (1986—1988). С начала 1990-х годов работал главным тренером различных республиканских и юношеских сборных команд Латвии. Был ассистентом главного тренера сборной Латвии Харальда Васильева на двух чемпионатах мира. 
Умер в Риге 5 ноября 2019 года.

## Статистика выступления в высшей лиге
| Легенда | Легенда                    | Легенда | Легенда                   | Легенда | Легенда    |
| ------- | -------------------------- | ------- | ------------------------- | ------- | ---------- |
| И       | Количество проведённых игр | Штр     | Штрафное время            | +/−     | Плюс-минус |
| Г       | Голы                       | П       | Голевые передачи          | О       | Очки       |
| -       | Статистика неизвестна      | —       | Статистика не учитывалась |         |            |

| Сезон                    | Команда                  | И   | Г  | П  | О  | Штр |
| ------------------------ | ------------------------ | --- | -- | -- | -- | --- |
| 1973/74                  | «Динамо» (Рига)          | 29  | 5  | 3  | 8  | 6   |
| 1974/75                  | «Динамо» (Рига)          | 28  | 4  | 1  | 5  | 8   |
| 1975/76                  | «Динамо» (Рига)          | 32  | 2  | 2  | 4  | 6   |
| 1976/77                  | «Динамо» (Рига)          | 30  | 3  | 4  | 7  | 4   |
| Всего в чемпионатах СССР | Всего в чемпионатах СССР | 203 | 26 | 42 | 68 | 120 |

## Достижения
- Чемпион Европы среди юниоров 1967 года.